# NGC 5206
NGC 5206 is een lensvormig sterrenstelsel in het sterrenbeeld Centaur. Het hemelobject ligt 18 miljoen lichtjaar van de Aarde verwijderd en werd op 2 juli 1834 ontdekt door de Britse astronoom John Herschel.

## Synoniemen
- ESO 220-18
- PGC 47762